# Wyżnia Kondracka Przełęcz
Wyżnia Kondracka Przełęcz (1765 m) – przełęcz w północnej grani Kopy Kondrackiej w Tatrach Zachodnich. Znajduje się pomiędzy Wielkim Giewontem (1894 m) a Kondracką Kopką (ok. 1770 m). Wschodnie stoki spod przełęczy opadają do Doliny Kondratowej i kilkadziesiąt metrów poniżej przełęczy wcina się w nie Kurski Żleb. Zachodnie stoki opadają natomiast do Doliny Małej Łąki i wcina się w nie jedna z odnóg Głazistego Żlebu. Rejon przełęczy zbudowany jest z silnie sprasowanych łupków i gnejsów należących do płaszczowiny Giewontu. Z rzadkich roślin w rejonie przełęczy występuje sybaldia rozesłana – gatunek w Polsce występujący tylko w Tatrach i to na nielicznych stanowiskach.
Obszar przełęczy jest częściowo trawiasty, częściowo porośnięty kosodrzewiną. Nieco powyżej przełęczy (w stronę Giewontu) znajduje się skrzyżowanie dwóch popularnych szlaków turystycznych. Często odpoczywają tutaj turyści, co skutkuje tym, że obszar skrzyżowania szlaków jest rozdeptany i w znacznym stopniu pozbawiony roślinności.
Rzadko używana nazwa Herbaciana Przełączka pochodzi prawdopodobnie od górali, którzy w okresie międzywojennym sprzedawali w tym miejscu turystom napoje, między innymi herbatę.

## Szlaki turystyczne
– niebieski z Kuźnic przez Dolinę Kondratową na Giewont. Czas przejścia z Kondrackiej Przełęczy na szczyt Giewontu: 35 min.
 – w odległości kilku minut drogi powyżej przełęczy skrzyżowanie z czerwonym szlakiem przez Grzybowiec do Doliny Strążyskiej. Szlak ten zamykany jest na okres zimy. Czas przejścia z przełęczy na Polanę Strążyską: 1:45 h, ↑ 2:20 h

## Przypisy

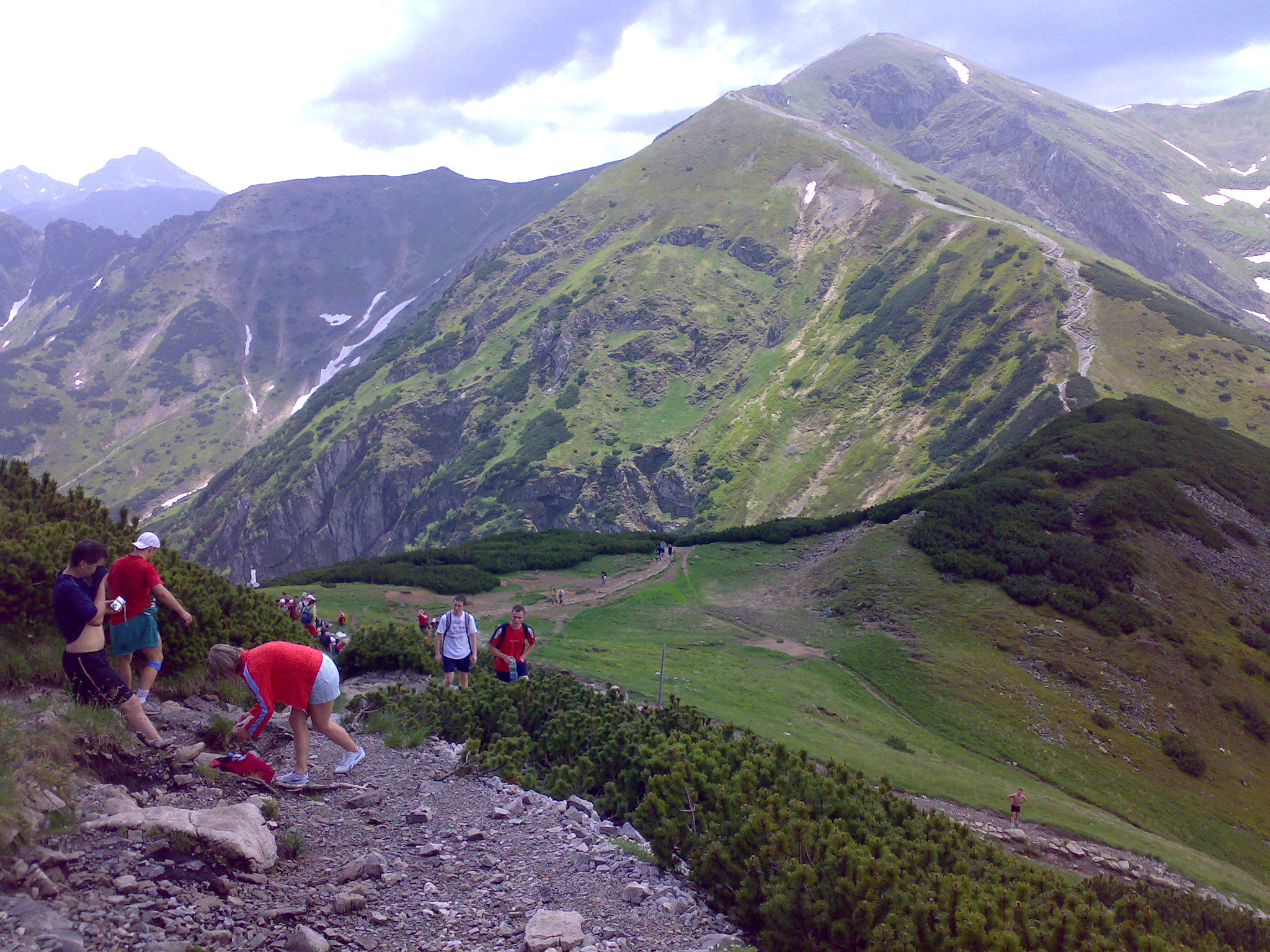
Wyżnia Kondracka Przełęcz ze szlaku na Giewont